# Elliotsmithia
Elliotsmithia is een geslacht van kleine uitgestorven varanopide synapsiden, gevonden in het late Midden-Perm van Zuid-Afrika. Het is de enige basale synapside ('pelycosauriër') die bekend is van het supercontinent Gondwana en er zijn tot nu toe slechts twee exemplaren gevonden. De soortaanduiding longiceps is afgeleid van het Latijn en betekent 'lange kop'. Beide bekende Elliotsmithia-fossielen werden teruggevonden in de rotsen van de Abrahamskraalformatie - binnen de grenzen van de Tapinocephalus Assemblage Zone van de lagere Beaufortgroep.

## Geschiedenis van ontdekking
In 1917 ontdekte Dr. Egbert Cornelis Nicolaas van Hoepen bij Abramskraal het fossiele holotype van Elliotsmithia, TM 1483. Het holotype bestaat uit een schedel met onderkaken waarbij het grootste deel van de voorkant ontbrak, de eerste vier halswervels compleet met atlas-draaiercomplex, ribfragmenten en dermale ossificaties in de vorm van kleine ronde beenplaatjes op de nek of rug. Van Hoepen vond het fossiel in rotsen geassocieerd met de Tapinocephalus Assemblage Zone nabij de stad Prince Albert in de West-Kaap. Het exemplaar bleef onbeschreven totdat de beroemde paleontoloog en arts, Dr. Robert Broom, het fossiel in 1937 kort beschreef en een naam gaf: Elliotsmithia longiceps. De geslachtsnaam eert de dat jaar overleden archeoloog en paleoantropoloog Grafton Elliot Smith. De soortaanduiding betekent 'langkop', hoewel de lengte van de kop eigenlijk onbekend was. 

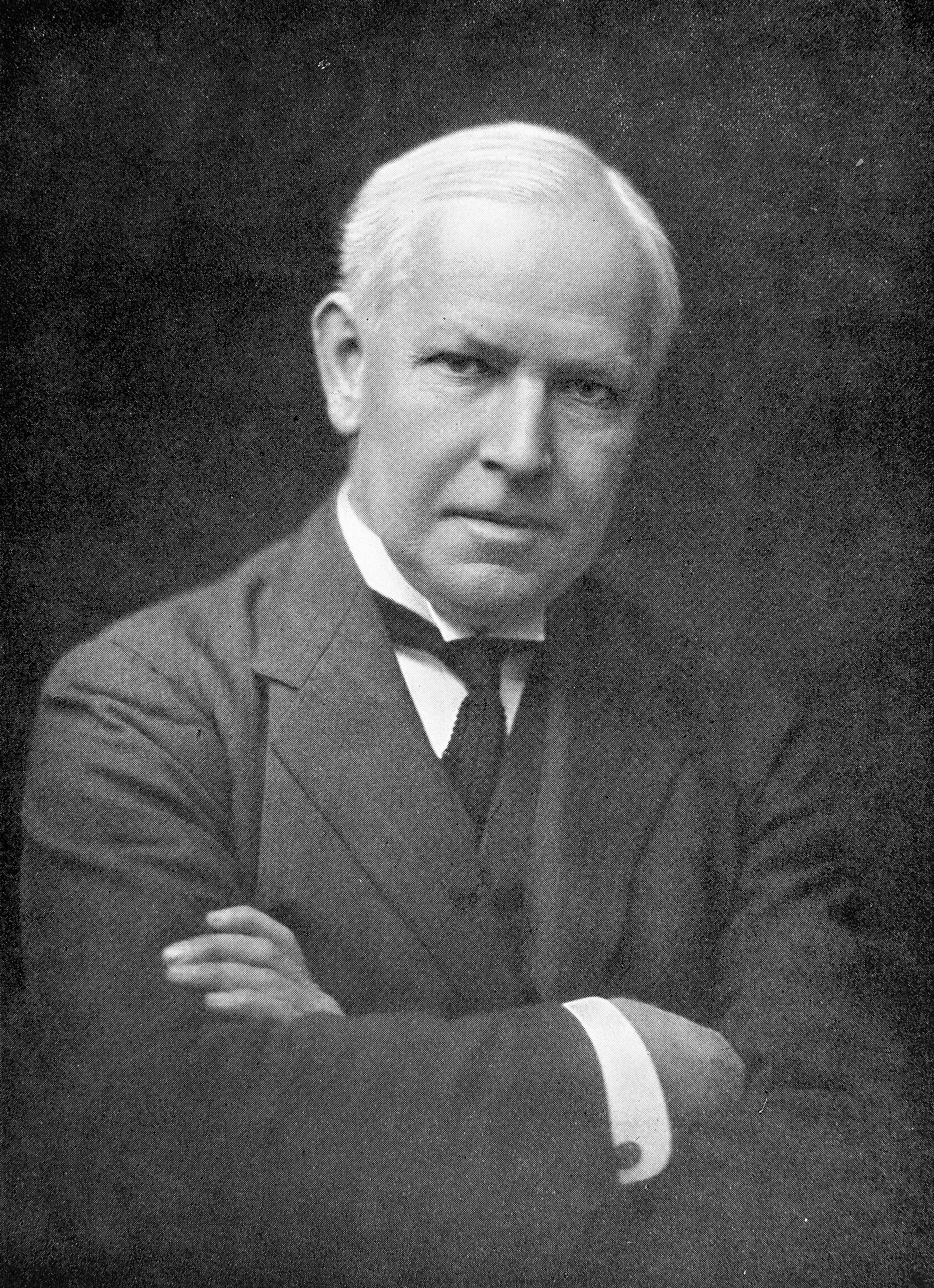
Elliot Smith

Broom ging echter niet in detail in zijn beschrijving. Verscheidene onderzoekers hebben gedurende meerdere decennia artikelen geschreven, waarin ze in het voorbijgaan korte beschrijvingen van het fossiel hebben gegeven. Een ander exemplaar werd toegewezen in 2001: specimen BP/1/5678, opnieuw een fragmentarische schedel met voorste halswervels.
Een mogelijk derde exemplaar werd in 2010 teruggevonden in de Pristerognathus Assemblage Zone; dit exemplaar vereist echter verder onderzoek.

## Beschrijving
Het fossiel heeft een bewaarde lengte van acht centimeter; de lichaamslengte moet rond de halve meter hebben bedragen. Elliotsmithia wordt beschouwd als een kleine carnivoor die op insecten en kleine gewervelde dieren jaagde. Het had wellicht een lange, slanke snuit, compleet met teruggebogen, overdwars afgeplatte getande tanden om zijn prooi vast te houden.
Robert R. Reisz gaf in 1999 twee autapomorfieën aan, unieke afgeleide eigenschappen. Het opisthoticum heeft een ongebruikelijk lange en slanke tak lopen naar het paroccipitale. Er liggen ronde pantserplaatjes op de nek.
Verdere opvallende kenmerken in vergelijking met Mycterosaurus zijn een slaapvenster met een naar achteren verlengde onderrand, een lange voorste bovenste tak van het squamosum en een sterk naar voren hellen van het achterhoofd. Afwijkend van de meeste verwanten is dat het squamosum en het jukbeen elkaar nier raken en dat het quadratojugale wordt uitgesloten van de rand van het slaapvenster.
Juist niet onderscheidend maar typisch voor varanopiden zijn de sterk gekromde en afgeplatte tanden; een verticaal en horizontaal lang slaapvenster; een smalle beenbalk onder dat venster gevormd door het jukbeen en quadratojugale met maar een kleine bijdrage van het bovenkaaksbeen; een lange binnenste tak van het wandbeen die zich ver naar voren uitstrekt boven de oogkas; en een opvallende ornamentering van de botten van de oogkasrand.

## Stratigrafisch bereik
Beide bekende Elliotsmithia-fossielen werden teruggevonden uit rotsafzettingen van de Tapinocephalus Assemblage Zone, Abrahamskraal-formatie uit het Midden-Perm van de Beaufortgroep. Een ander mogelijk exemplaar van Elliotsmithia werd teruggevonden in de lagere Teekloof-formatie van de nieuwste Pristerognathus Assemblage Zone in het Midden-Perm. Elliotsmithia levert cruciaal bewijs levert voor het kosmopolitische bereik van basale varanopide synapsiden, vooral in Gondwana, waar therapsiden de dominante fauna waren.

## Fylogenie
Momenteel wordt aangenomen dat Elliotsmithia een basale varanopide eupelycosaurische synapside is en deel uitmaakt van de informele 'pelycosauriërs'. Recente paleobiologische analyses van zijn schedelbeenderen plaatsen deze basale synapside met vertrouwen als een zustertaxon van een varanopide clade bestaande uit Varanops, Aerosaurus en Varanodon uit Noord-Amerika.
Er is weinig onderzoek gedaan naar de fossielen van Elliotsmithia en pas een moderne beschrijving van het nieuwe materiaal kan de fylogenetische positie nader bepalen.